# Giulianova
Giulianova – miejscowość i gmina we Włoszech, w regionie Abruzja, w prowincji Teramo.
Według danych na rok 2004 gminę zamieszkiwało 21 370 osób, 791,5 os./km².
W miejscowości znajduje się stacja kolejowa Giulianova.